# ولید رعد
ولید رعد (زادهٔ ۱ ژانویهٔ ۱۹۶۷) استاد دانشگاه، عکاس، و خالق اهل لبنان است.
وی همچنین برندهٔ جوایزی همچون جایزه هاسلبلاد شده‌است.